# Amperometro

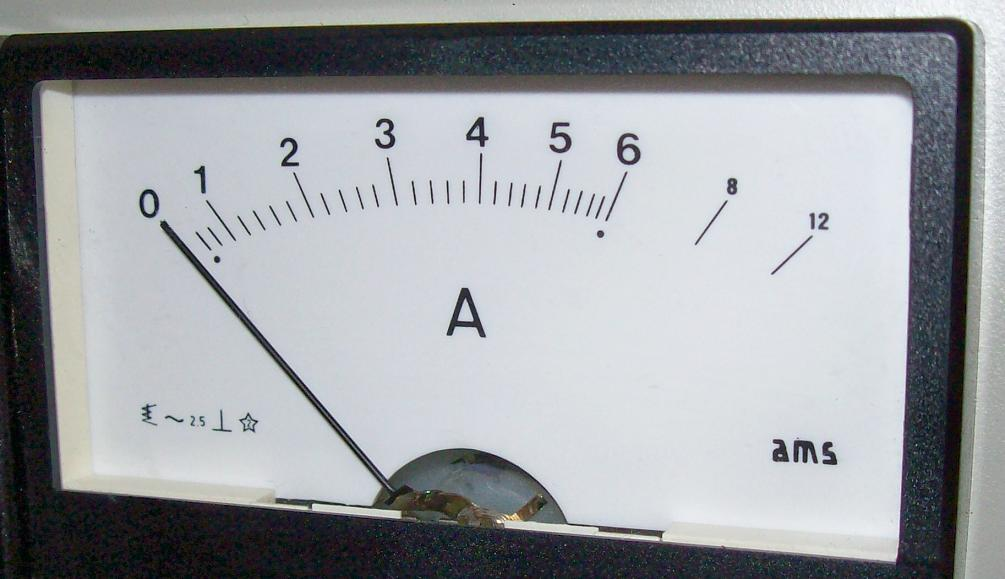
Il quadrante di un amperometro indicatore

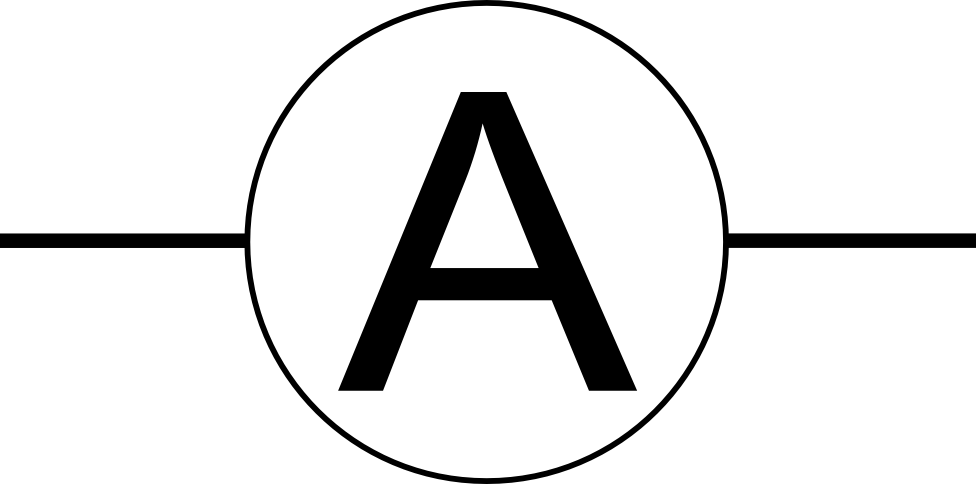
Simbolo dell'amperometro

L'amperometro è uno strumento per misurare l'intensità di corrente elettrica che percorre un conduttore, dove l'unità di misura è l'ampere (leggi ampèr) con il simbolo A, e così è stata nominata in onore del fisico e matematico francese André-Marie Ampère. L'amperometro è uno strumento per misurare le grandezze elettriche, insieme a: voltmetro, wattmetro, varmetro, frequenzimetro, cosfimetro (o fasometro), ecc. 
Come per altri strumenti, i parametri fondamentali di un amperometro sono tre:
- la classe di precisione (o classe),
- la portata,
- la risoluzione.

Altri parametri non meno importanti, sono la tensione di isolamento e il tipo di corrente elettrica misurata: se corrente continua o corrente alternata, e se è solamente sinusoidale o anche di altre forme d'onda diverse.

## Tipi di amperometri

### Premessa
Esistono vari strumenti per misurare la corrente che passa in un conduttore, basati sulla misurazione del campo magnetico generato dalla corrente (misuratori magnetoelettrici), del riscaldamento indotto in una resistenza campione (misuratori termici), della tensione indotta su una resistenza campione (misuratori elettrostatici o voltmetrici).

### Amperometro ideale
L'amperometro ideale è un bipolo la cui resistenza è nulla e che misura la corrente che passa in un ramo di un circuito. Essendo a resistenza nulla la sua inserzione in serie a qualsiasi ramo del circuito non altera in alcun modo il funzionamento del circuito medesimo; l'amperometro ideale si comporta infatti come un cortocircuito. Malgrado (ovviamente) non esistano amperometri ideali nella realtà, ha una notevole importanza teorica e nella simulazione dei circuiti.

### Amperometro magnetoelettrico

#### Principio di funzionamento
Gli amperometri magnetoelettrici misurano la corrente attraverso una misurazione indiretta del campo magnetico generato da essa. Il primo tipo di amperometro è stato proprio magnetoelettrico: il galvanometro di Deprez-d'Arsonval.
Per misurare correnti tra le decine di milliampere (millesimi di ampere) e circa 1.000 ampere, si colloca in parallelo allo strumento una resistenza, chiamata shunt (derivatore di corrente), che viene attraversato dalla stragrande maggioranza della corrente che lo strumento misura, scavalcando così lo strumento di misura vero e proprio. Questo accorgimento consente di riportare la corrente che passa per lo strumento di misura ad un valore all'interno del suo range operativo.
Nel caso si debba misurare un corrente ben oltre i 1.000 ampere fino ad oltre 100.000 ampere, lo shunt (deviatore) è molto complesso nella sua costruzione. Questo è necessario nel caso si debba misurare la corrente di alcune macchine operatrici molto grandi (laminatoi, ecc.) o ad esempio di processi elettrochimici o anche per la trazione elettrica.
Esistono due metodi distinti per poter misurare correnti elettriche continue di grande intensità:
- Trasduttori magnetici
- Trasduttori ad effetto Hall

#### Trasduttori magnetici
I trasduttori magnetici sono dei trasformatori di misura per corrente continua. In particolare, essi normalmente consistono di due nuclei magnetici identici, dove nel primario circola la corrente da misurare (di solito si tratta di una barra infilata all'interno dei due nuclei) e i due secondari hanno le spire avvolte nel verso contrario. Nei due secondari si fa circolare una corrente alternata di adeguata intensità: dalla misura del valore massimo della corrente alternata si può ricavare il valore della corrente continua. Con questo metodo si possono raggiungere anche delle discrete precisioni (1,0%). La presenza di un trasduttore implica anche che la tensione della barra dove circola la corrente continua (tensione che può essere anche molto elevata) non può venire in contatto con l'operatore: i due circuiti sono accoppiati magneticamente ma separati elettricamente (il circuito della corrente continua da quello della corrente alternata).

#### Trasduttori ad effetto Hall
Per poter misurare correnti continue di elevata intensità si può utilizzare il generatore di Hall. La corrente continua, grazie ad un elettromagnete, produce un flusso magnetico che investe una sottile piastra di un materiale idoneo (antimoniuro di indio, arseniuro di indio, tellurio, bismuto, ecc). Tale piastra è anche attraversata da una piccola corrente continua (circa 200 - 300 milliampere) ortogonale al flusso magnetico, denominata corrente di controllo. L'effetto Hall induce una tensione continua direttamente proporzionale alla corrente di controllo, al flusso che investe la sonda e ad una costante dipendente dalle dimensioni della sonda medesima. Tale tensione, normalmente dell'ordine di grandezza dei decimi di volt, può essere misurata con un voltmetro (preferibilmente potenziometrico o elettrostatico per evitare effetti di second'ordine), usualmente tarato in ampere in modo da evitare i calcoli per poter risalire alla nostra corrente da misurare.La bobina fissa di questo strumento può essere costituita da una sola spira, permettendo di raggiungere portate dirette di oltre 100 ampere, o di molte spire di filo di piccola dimensione se invece la portata dell'amperometro non è molto elevata.
Amperometro elettromagnetico
L'autoconsumo (ovvero la potenza assorbita dall'amperometro) di questi strumenti è in generale molto piccolo. Molto spesso questi amperometri possiedono un commutatore per eseguire il cambio di portata senza interrompere il circuito dove sono installati.
In genere questi amperometri hanno portate che variano da un minimo di 0,5 ampere ad un massimo di 200 ampere.

### Amperometro elettrodinamico

#### Principio di funzionamento
Per il principio di funzionamento vedi Strumenti di misura per grandezze elettriche.

#### Amperometro elettrodinamico
Come si è descritto nel Principio di funzionamento, gli strumenti elettrodinamici possiedono due bobine, quando si utilizzano come amperometri queste due bobine possono essere collegate sia in serie, sia in parallelo.

#### Amperometro elettrodinamico con bobine in serie
Nel caso di collegamento in serie, visto che nella bobina mobile la corrente ci viene portata dalle molle antagoniste, la portata dell'amperometro è di pochi milliampere (millesimi di ampere). Con correnti maggiori, si distruggerebbe l'amperometro medesimo. Le correnti che attraversano le due bobine sono, ovviamente, in fase tra loro.

#### Amperometro elettrodinamico con bobine in parallelo
Se vogliamo un amperometro che possa misurare correnti più intense dobbiamo collegare le due bobine in parallelo. Anche gli amperometri elettrodinamici sono sensibili alle variazioni di temperatura, per poter minimizzare tali effetti si inserisce in serie ad ogni bobina una opportuna resistenza di manganina. Se ben costruito questo strumento è insensibile alla frequenza della corrente elettrica che lo attraversa, visto che è possibile fare in modo che le due correnti (nonostante i circuiti siamo in parallelo) siano in fase tra loro. Questo amperometro può essere utilizzato sia per correnti continue sia per correnti alternate. Un amperometro così costruito è in grado di misurare il valore efficace della corrente anche se la corrente stessa contiene armoniche che ne modificano la forma dell'onda. La portata normale di questi amperometri è di solito di 5 o 10 ampere. Anche con questi strumenti è possibile variare la portata dello strumento senza interrompere la corrente nel circuito.

#### Metodo di misura per correnti oltre i 10 ampere
Utilizzare uno shunt (deviatore), quando si vuole misurare correnti alternate ancora più grandi, come è usuale negli amperometri magnetoelettrici, non è proponibile per la difficoltà di costruire un adeguato deviatore con un rapporto tra resistenza ed induttanza identico all'amperometro stesso. In questi casi si preferisce ricorrere all'impiego di trasformatori di corrente (TA) con rapporto di trasformazione che può variare da 50/5 sino a 250/5.

### Amperometri termici

#### Principio di funzionamento
Per il principio di funzionamento vedi Strumenti di misura per grandezze elettriche.

#### Amperometri a dilatazione termica
Negli amperometri a dilatazione termica la corrente da misurare percorre la resistenza che va a scaldare la spirale bimetallica. Questo amperometro può essere utilizzato per misurare ogni tipo di corrente elettrica indipendentemente se continua, alternata o a qualunque forma d'onda essa sia. Un amperometro così costruito è meccanicamente molto robusto ed è di grande utilità nel caso non sia desiderata una grande prontezza di risposta nell'indicazione. Spesso e volentieri può servire, nelle applicazioni pratiche, l'indicatore di massima corrente come è spiegato nel principio di funzionamento.
In passato erano utilizzati degli amperometri a dilatazione termica denominati amperometri a filo caldo dove un filo di platino veniva percorso dalla corrente da misurare. Questa corrente provocava il riscaldamento del filo di platino che si deformava e, con una serie di rinvii, comandava l'indice dello strumento. Oggi, questi strumenti, sono completamente abbandonati.
Un esempio di applicazione pratica di un amperometro a dilatazione termica si ha quando, volendo misurare la corrente utilizzata da una macchina funzionante a carico variabile utilizzando uno strumento di altro tipo, vedremmo l'ago dello strumento oscillare continuamente senza poter giudicare il carico medio della nostra macchina.
Questo strumento ha il vantaggio di mostrare direttamente il valore efficace termicamente equivalente della corrente.

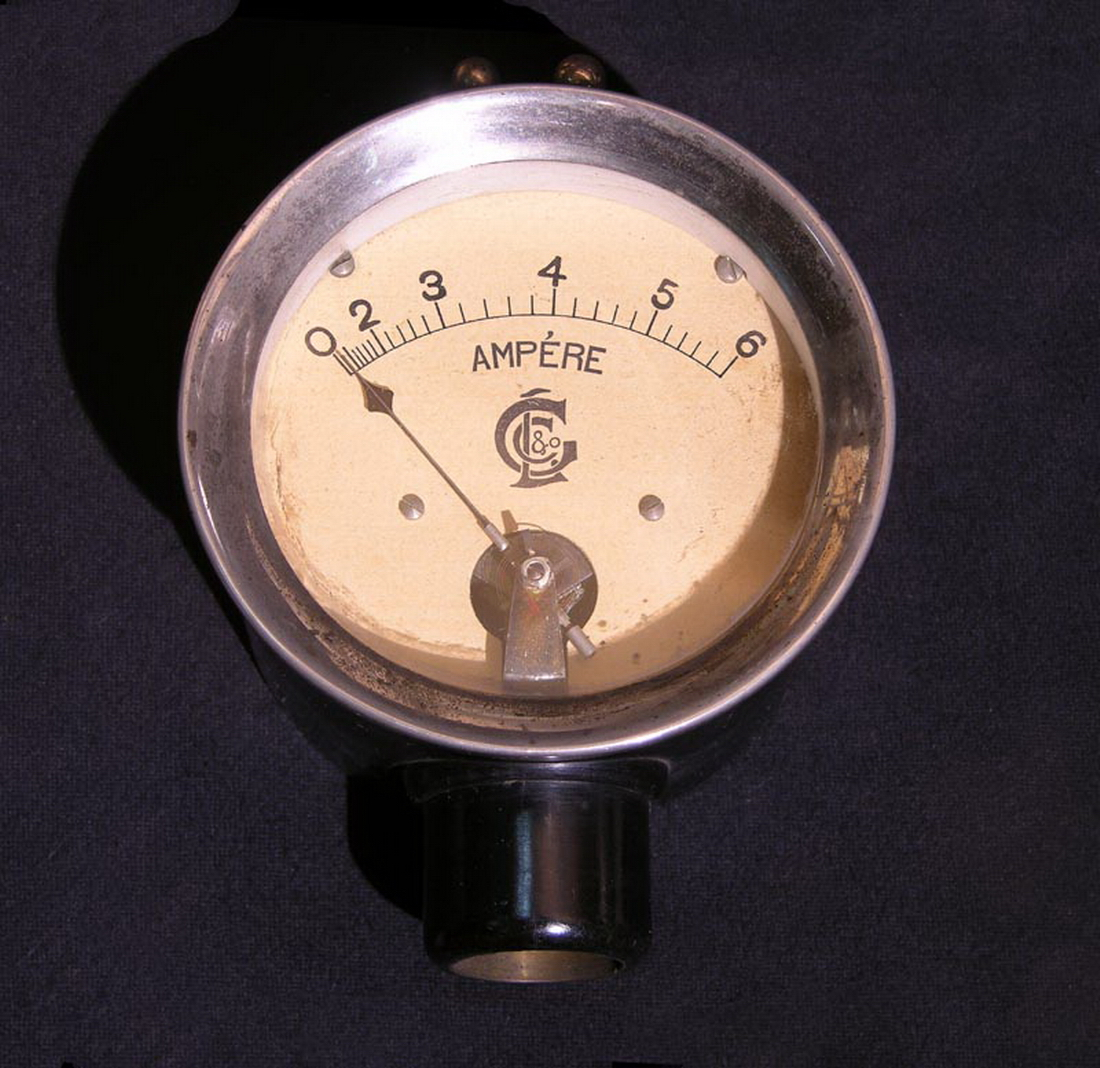
Amperometro da quadro al Museo nazionale della scienza e della tecnologia Leonardo da Vinci

#### Strumenti di misura a termocoppia o termoelettrici
Gli strumenti a termocoppia si possono suddividere in due grandi famiglie.
- Strumenti a termocoppia a riscaldamento diretto.
- Strumenti a termocoppia a riscaldamento indiretto.

Gli amperometri a termocoppia a riscaldamento diretto sono concettualmente costruiti da un milliamperometro magnetoeletrico (vedi amperometri magnetoelettrici) e da una coppia termoelettrica riscaldata dalla corrente da misurare. La coppia termoelettrica è saldata sul filo attraversato dalla corrente da misurare. Al passaggio della corrente si genera, sulla saldatura, un aumento di temperatura e tra i due capi della coppia termoelettrica conseguentemente si genera una tensione continua misurabile con un milliamperometro magnetoelettrico.
Gli amperometri a termocoppia a riscaldamento indiretto sono concettualmente identici a gli amperometri a termocoppia a riscaldamento diretto, differendo da questi per il fatto che la termocoppia non è saldata sul filo che si scalda. La termocoppia è riscaldata per conduzione termica o per irraggiamento termico.
Questi strumenti a termocoppia sono tarati in modo empirico e sono ideali per misurare (visto la grande sensibilità degli strumenti magnetoelettrici) anche correnti ad alta frequenza. Nel caso si debba misurare una corrente ad alta frequenza è, però, molto meglio utilizzare gli amperometri a termocoppia a riscaldamento indiretto perché la capacità parassita dello strumento è inferiore.
Tutti gli strumenti a termocoppia non possono sopportare nessun sovraccarico, visto la già grande temperatura della termocoppia.

### Amperometri elettrostatici

#### Principio di funzionamento
Per il principio di funzionamento vedi Strumenti di misura per grandezze elettriche.

#### Amperometro elettrostatico
Poiché il principio elettrostatico consente di misurare esclusivamente tensioni possiamo, in linea di principio, costruire un amperometro elettrostatico andando a misurare la tensione che si genera quando una resistenza (shunt) di valore noto è attraversata dalla nostra corrente da misurare. In pratica però, visto che il principio elettrostatico consenta la costruzione di voltmetri con elevata resistenza interna ma purtroppo con scarsa sensibilità, vengono preferiti amperometri con altri principi di funzionamento in base alle nostre esigenze; infatti per rendere sensibile un amperometro elettrostatico bisognerebbe che la resistenza di shunt fosse elevata, ma questo influirebbe notevolmente sulla corrente che si intendeva misurare alterando il funzionamento del circuito sotto esame. Per questo motivo gli amperometri elettrostatici, praticamente, non esistono o sono rarissimi.

### Amperometri ad induzione

#### Principio di funzionamento
Per il principio di funzionamento vedi Strumenti di misura per grandezze elettriche.

#### Amperometro ad induzione
Per poter avere un amperometro che funzioni con il principio dell'induzione bisogna avere due flussi sfasati tra loro (se sono in fase la coppia è nulla). Esistono vari modi per poter creare sul disco due flussi e conseguentemente due correnti indotte. 
1. Un primo metodo (ed il più ovvio) consiste nello sfasare tra di loro le correnti negli elettromagneti. Per far ciò bisogna mettere in serie ad una bobina una resistenza, in serie all'altra bobina una reattanza e collegare questi due circuiti in parallelo tra di loro (se li collegassimo in serie avrei due flussi in fase tra loro). In questo modo si ottiene un certo sfasamento tra i flussi dei due elettromagneti. Un amperometro così costruito deve lavorare alla frequenza di taratura, visto che l'angolo tra i due flussi varia al variare della frequenza della corrente che lo genera.
2. Un secondo metodo consiste nel dividere per un piccolo tratto, vicino alle espansioni polari, un elettromagnete e circondare tale divisione da una spira in cortocircuito. In uno strumento così costruito il secondo elettromagnete non serve e non è presente (abbiamo già due flussi magnetici alternati sfalsati tra di loro). Il disco, in questo caso ruota sempre nel verso di rotazione che porta il disco ad andare dall'espansione polare dell'elettromagnete senza la spira a quello con la spira in cortocircuito.
Vediamo un po' più in dettaglio questa soluzione. Il flusso generato dall'unica bobina nei pressi dell'espansione polare (dove l'elettromagnete si divide in due parti) si divide. Una parte passa dove è presente la spira in cortocircuito. Genera in essa una tensione alternata che a sua volta genera una corrente alternata e di conseguenza genera un piccolo flusso alternato (flusso secondario). Questo flusso secondario va a sommarsi vettorialmente alle due metà del flusso generato dalla bobina. Ed ecco apparire gli indispensabili due flussi sfalsati tra loro.
3. Un terzo metodo consiste nell'intercettare parte del flusso dell'unico elettromagnete presente con uno schermo metallico. Anche in questo caso il disco ruoterà nel senso che va dall'elettromagnete senza schermatura a quello con la schermatura.
Vediamo un po' più in dettaglio questa soluzione.
Il flusso generato dall'unica bobina genererà per una parte una corrente indotta sul disco e per l'altra parte una corrente indotta sulla schermatura (si ricorda che la schermatura intercetta solo una parte del flusso generato dall'elettromagnete). Queste due correnti sono sempre in fase tra di loro. La corrente sul disco che è più vicina alla schermatura si muoverà nel verso contrario alla corrente sulla schermatura che è più vicina al disco. Queste due correnti in opposizione tra loro tendono ad attrarsi reciprocamente, ed ecco qui apparire la nostra coppia motrice proporzionale al quadrato della corrente che ha generato il flusso principale.

### Amperometri digitali
Sono costituiti da un voltmetro digitale che visualizza la tensione misurata ai capi di una resistenza di precisione (shunt) attraversata dalla corrente in esame. Un microprocessore può eseguire calcoli sul segnale campionato per determinare il vero valore efficace (True RMS) della corrente, così come il valore di picco o altri parametri.

### Pinza amperometrica

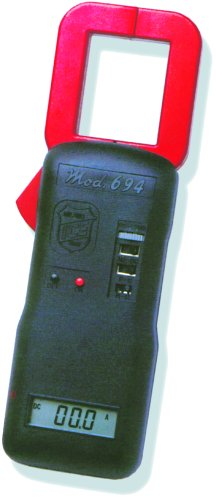
Una pinza amperometrica ICE

Si tratta di strumenti portatili che misurano il campo magnetico indotto dal passaggio della corrente in un cavo conduttore. Hanno in genere la forma di pinze, o anelli apribili, al cui interno viene collocato il filo in esame senza necessità di interrompere il circuito. Le pinze sono realizzate in materiale ferromagnetico e costituiscono un circuito magnetico che concentra il flusso magnetico. All'interno del dispositivo una bobina avvolta sul circuito magnetico genera ai suoi capi una tensione che può essere misurata da uno strumento integrato. Questo tipo di amperometro misura sia la corrente alternata, sia la corrente continua con discreta precisione.
Esistono anche esecuzioni fisse da pannello, dove un trasformatore di corrente è fissato sul cavo e lo strumento indicatore è fissato sul pannello frontale del quadro elettrico.
Apparecchi più sofisticati in grado di misurare anche la corrente continua si basano su un sensore ad effetto Hall, il quale permette di effettuare misure con elevata precisione dell'intensità di un flusso di corrente, in un range di frequenza che spazia dalla corrente continua fino a 100 MHz.